# 우샤오쉬안
우샤오쉬안(중국어 간체자: 吴小旋, 정체자: 吳小旋, 병음: Wú Xiǎoxuán, 한자음: 오소선, 1958년 1월 26일~)은 중화인민공화국의 사격 선수로 주 종목은 소총이다. 1984년 하계 올림픽에서 여자 50m 소총 3자세 금메달과 10m 공기소총 동메달을 획득했다.

## 경력
저장성 항저우시에서 태어났다. 사격 코치였던 아버지의 영향으로 사격을 시작했으며 1974년에 저장성 사격단에 입단했다. 1980년에 국가대표로 발탁되었고 같은 해 1월에 필리핀 마닐라에서 열린 1980년 아시아 선수권 대회를 통해 국제 대회에 처음으로 출전했다. 이 대회 10m 공기소총 종목에서 대한민국의 박남순의 뒤를 이어 은메달을 획득했으며, 10m 공기소총 단체전에서 금메달을 획득했다. 또한 10m 공기권총 40발 종목에도 출전하여 대표팀 동료인 팡리친과 머우루후이를 누르고 금메달을 획득했다.
1982년 11월 인도 뉴델리에서 열린 1982년 아시안 게임에 참가했다. 이 대회 사격 종목은 남녀 혼성으로 진행되었으며, 10m 공기소총 개인전에서 조선민주주의인민공화국의 김동길과 일본의 나카조 히로유키를 꺾고 금메달을 획득했다. 팡리친, 왕사오보, 장커중과 함께 참가한 10m 공기소총 단체전에서도 일본과 조선민주주의인민공화국팀을 꺾고 금메달을 획득하여 대회 2관왕에 올랐다.
1983년 8월에는 인도네시아 자카르타에서 열린 1983년 아시아 선수권 대회에 참가하여 10m 공기소총 종목과 50m 소총 3자세 종목에서 각각 대표팀 동료인 진둥샹과 대한민국의 이정화의 뒤를 이어 은메달을 획득했다. 또한 단체전에서도 출전하여 10m 공기소총 종목과 50m 소총 3자세 단체전 금메달을 추가했다. 같은 해 9월 오스트리아 인스브루크에서 열린 1983년 세계 공기총 선수권 대회에 참가했으며 10m 공기소총 종목에서  동독의 마를리스 헬비히의 뒤를 이어 은메달을 획득했다.
1984년 7월 미국 로스앤젤레스에서 열린 1984년 하계 올림픽에 참가했다. 이 대회는 1952년 대회 이후 올림픽에 불참했던 중국의 올림픽 복귀 대회이기도 하다. 7월 31일에 열린 10m 공기소총 종목에서는 389점을 기록하여 미국의 팻 스퍼긴과 이탈리아의 에디트 구플러의 뒤를 이어 동메달을 획득했다. 8월 2일에 열린 50m 소총 3자세 종목에서는 581점을 기록하여 서독의 울리케 홀머와 미국의 완다 주얼을 누르면서 금메달을 획득했다. 이로서 우샤오쉬안은 중국 최초의 여성 올림픽 금메달리스트가 되었다.
올림픽 이후 한동안 국제 대회에 모습을 드러내지 않다가 1987년 8월 중국 베이징에서 열린 1987년 아시아 선수권 대회에 참가했으며, 10m 공기소총에서 5위, 50m 소총 3자세에서 4위를 기록했다. 개인전에서는 메달 획득에 실패했으나 단체전에서 금메달 2개를 획득하면서 대회를 마무리했다.
1989년에 현역 은퇴를 선언했으며, 은퇴 후 저장성 지방체육국 산하의 체육위원회 부주임으로 일했으나 1년 만에 사퇴하여 미국 유학을 택했다. 1991년 미국 서던캘리포니아 대학교에 입학했으며 1995년에 졸업했다. 이후 남편인 탕커링(唐克令)과 아들인 탕톈톈(唐田田)과 함께 미국에 거주하면서 모자를 만드는 공장에서 일했다. 이후 자국에서 열리는 2008년 하계 올림픽 성화 봉송을 위해 귀국했으며 항저우 지역 성화 봉송 최종 주자를 맡았다. 이듬해인 2009년에 미국 생활을 청산하고 7월에 항저우 사격 학교 교장으로 취임했다.